# Recifesius
Recifesius is een geslacht van hooiwagens uit de familie Escadabiidae.
De wetenschappelijke naam Recifesius is voor het eerst geldig gepubliceerd door H. E. M. Soares in 1978. 

## Soorten
Recifesius is monotypisch en omvat slechts de volgende soort:
- Recifesius pernambucanus